# Andromaque (Racine)
Andromaque és una tragèdia en cinc actes i en vers (1.648 alexandrins), de Jean Racine, escrita l'any 1667 i representada per primera vegada al castell del Louvre, el 17 de novembre del mateix any.
Racine es va inspirar en els cants de la Il·líada d'Homer, i per damunt de tot, en la figura d'Andròmaca. Aquesta història ja havia estat tractada per Eurípides en la seva peça homònima i també a Les Troianes. També Sèneca en va ser una tragèdia. L'Eneida de Virgili va ser un punt de referència per a Racine.

## Sinopsi
La sinopsi es pot resumir amb aquesta frase: Oreste estima Hermione, però ella estima Pyrrhus, qui estima Andromaque, qui estima encara el record del seu marit, Hector, mort durant la Guerra de Troia.

## Personatges
- Andromaque, vídua d'Hector, captiva de Pyrrhus, mare d'Astyanax, princesa troiana
- Pyrrhus, fill d'Achille, rei de l'Epir
- Oreste, fill d'Agamemnon
- Hermione, filla d'Hélène, amant de Pyrrhus
- Pylade, amic i confident d'Oreste
- Cléone, confident d'Hermione
- Céphise, confident d'Andromaque i amiga de Pylade
- Phœnix, governador d'Achille, després de Pyrrhus